# Чемпионат Европы по волейболу среди мужчин 1995
19-й чемпионат Европы по волейболу среди мужчин прошёл с 8 по 16 сентября 1995 года в двух городах Греции с участием 12 национальных сборных команд. Чемпионский титул в третий раз в своей истории и во второй раз подряд выиграла сборная Италии.

## Команды-участницы
Греция — страна-организатор;
Италия, Нидерланды, Россия, Германия, Болгария, Украина, Польша — по итогам чемпионата Европы 1993 года;
Чехия, Румыния, Югославия, Латвия — по итогам квалификации.

## Система проведения чемпионата
12 финалистов чемпионата Европы на предварительном этапе были разбиты на две группы. По две лучшие команды из групп стали участниками плей-офф за 1—4-е места. Итоговые 5—8-е места также по системе плей-офф разыграли команды, занявшие в группах 3—4-е места.

## Города и игровые арены
Соревнования прошли в игровых залах двух городов Греции — Пирее и Патрах.
- Пирей.

На стадионе мира и дружбы (англ. Peace and Friendship Stadium, греч. Στάδιο Ειρήνης και Φιλίας) прошли матчи группы «А» предварительного этапа и плей-офф чемпионата. Стадион построен в 1985 году. Вместимость трибун — 14500 зрителей.
- Патры.

В «Dimitrios Tofalos Arena» (греч. Εθνικό Κλειστό Γυμναστήριο «Δημήτριος Τόφαλος») прошли матчи группы «B» предварительного этапа чемпионата. Построена в 1995 году. Названа в честь великого греческого борца начала XX века Димитриоса Тофалоса. Вместимость трибун — 4200 зрителей.

Пирей Стадион мира и дружбы
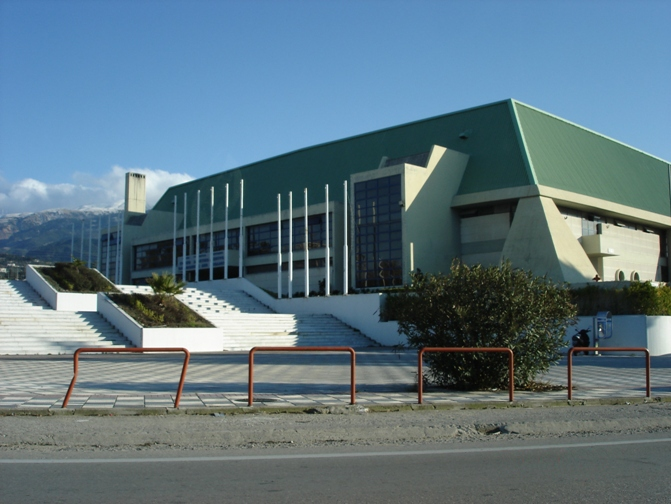
Патры Dimitrios Tofalos Arena

## Предварительный этап

### Группа А
Пирей
| М | Команда    | 1   | 2   | 3   | 4   | 5   | 6   | И | В | П | С/П  | О  |
| - | ---------- | --- | --- | --- | --- | --- | --- | - | - | - | ---- | -- |
| 1 | Нидерланды |     | 3:0 | 3:0 | 3:0 | 3:0 | 3:0 | 5 | 5 | 0 | 15:0 | 10 |
| 2 | Югославия  | 0:3 |     | 3:1 | 3:0 | 3:0 | 3:0 | 5 | 4 | 1 | 12:4 | 9  |
| 3 | Греция     | 0:3 | 1:3 |     | 3:1 | 3:0 | 3:0 | 5 | 3 | 2 | 10:7 | 8  |
| 4 | Германия   | 0:3 | 0:3 | 1:3 |     | 3:0 | 3:1 | 5 | 2 | 3 | 7:10 | 7  |
| 5 | Украина    | 0:3 | 0:3 | 0:3 | 0:3 |     | 3:0 | 5 | 1 | 4 | 3:12 | 6  |
| 6 | Латвия     | 0:3 | 0:3 | 0:3 | 1:3 | 0:3 |     | 5 | 0 | 5 | 1:15 | 5  |

8 сентября: Нидерланды — Югославия 3:0 (15:5, 15:2, 15:9); Греция — Латвия 3:0 (16:14, 15:13, 15:7); Германия — Украина 3:0 (15:9, 15:8, 15:12).
9 сентября: Нидерланды — Латвия 3:0 (15:4, 15:2, 15:2); Греция — Германия 3:1 (9:15, 15:9, 15:8, 15:6); Югославия — Украина 3:0 (15:4, 15:13, 15:6).
10 сентября: Германия — Латвия 3:1 (15:2, 15:9, 13:15, 15:12); Югославия — Греция 3:1 (16:14, 15:10, 7:15, 15:7); Нидерланды — Украина 3:0 (15:5, 15:5, 17:15).
12 сентября: Югославия — Латвия 3:0 (17:15, 15:9, 15:4); Греция — Украина 3:0 (15:5, 15:12, 15:9); Нидерланды — Германия 3:0 (15:8, 16:14, 15:6).
13 сентября: Украина — Латвия 3:0 (15:9, 15:8, 15:5); Нидерланды — Греция 3:0 (15:13, 15:4, 15:4); Югославия — Греция 3:0 (15:2, 15:4, 15:7).

### Группа В
Патры
| М | Команда  | 1   | 2   | 3   | 4   | 5   | 6   | И | В | П | С/П  | О |
| - | -------- | --- | --- | --- | --- | --- | --- | - | - | - | ---- | - |
| 1 | Италия   |     | 3:0 | 1:3 | 3:0 | 3:0 | 3:0 | 5 | 4 | 1 | 13:3 | 9 |
| 2 | Болгария | 0:3 |     | 3:1 | 3:0 | 3:1 | 3:0 | 5 | 4 | 1 | 12:5 | 9 |
| 3 | Россия   | 3:1 | 1:3 |     | 3:1 | 2:3 | 3:0 | 5 | 3 | 2 | 12:8 | 8 |
| 4 | Польша   | 0:3 | 0:3 | 1:3 |     | 3:0 | 3:0 | 5 | 2 | 3 | 7:9  | 7 |
| 5 | Чехия    | 0:3 | 1:3 | 3:2 | 0:3 |     | 3:0 | 5 | 2 | 3 | 7:11 | 7 |
| 6 | Румыния  | 0:3 | 0:3 | 0:3 | 0:3 | 0:3 |     | 5 | 0 | 5 | 0:15 | 5 |

8 сентября: Чехия — Россия 3:2 (3:15, 15:13, 15:13, 14:16, 15:12); Италия — Румыния 3:0 (15:7, 15:2, 15:5); Болгария — Польша 3:0 (15:12, 16:14, 15:7).
9 сентября: Чехия — Румыния 3:0 (15:4, 15:5, 15:4); Италия — Болгария 3:0 (15:6, 15:10, 15:12); Россия — Польша 3:1 (15:12, 10:15, 15:5, 15:2).
10 сентября: Болгария — Чехия 3:1 (12:15, 15:7, 15:8, 15:9); Италия — Польша 3:0 (15:8, 15:6, 16:14); Россия — Румыния 3:0 (15:3, 15:4, 15:9).
12 сентября: Италия — Чехия 3:0 (15:8, 17:15, 15:11); Польша — Румыния 3:0 (15:13, 15:3, 15:5); Болгария — Россия 3:1 (13:15, 15:10, 15:13, 17:16).
13 сентября: Польша — Чехия 3:0 (15:10, 17:15, 15:10); Россия — Италия 3:1 (15:10, 15:12, 4:15, 15:10); Болгария — Румыния 3:0 (15:7, 15:7, 15:7).

## Плей-офф
Пирей

### Полуфинал за 1—4 места
15 сентября
Италия — Югославия 3:1 (15:11, 10:15, 15:6, 15:9)
Нидерланды — Болгария 3:0 (15:6, 15:5, 15:8)

### Полуфинал за 5—8 места
15 сентября
Россия — Германия 3:0 (15:13, 15:7, 15:11)
Польша — Греция 3:0 (15:11, 16:14, 17:15)

### Матч за 7-е место
16 сентября
Греция — Германия 3:2 (15:11, 15:4, 13:15, 10:15, 15:10)

### Матч за 5-е место
16 сентября
Россия — Польша 3:0 (15:5, 15:9, 15:1)

### Матч за 3-е место
16 сентября
Югославия — Болгария 3:0 (15:4, 15:4, 15:6)

### Финал
16 сентября
Италия — Нидерланды 3:2 (13:15, 15:10, 11:15, 15:12, 15:11)

## Итоги

### Положение команд
| 1. Италия     | 7. Греция      |
| 2. Нидерланды | 8. Германия    |
| 3. Югославия  | 9—10. Чехия    |
| 4. Болгария   | 9—10. Украина  |
| 5. Россия     | 11—12. Латвия  |
| 6. Польша     | 11—12. Румыния |

### Призёры
Италия: Лоренцо Бернарди, Вигор Боволента, Марко Браччи, Лука Кантагалли, Андреа Гардини, Андреа Джани, Паскуале Гравина, Марко Меони, Самуэле Папи, Микеле Пазинато, Паоло Тофоли, Андреа Дзордзи. Главный тренер — Хулио Веласко.
  Нидерланды: Петер Бланже, Гёйдо Гёртзен, Бас ван де Гор, Рон Звервер, Миша Латухихин, Олаф ван дер Мёлен, Рейндер Нуммердор, Брехт Роденбург, Рихард Схёйл, Хенк-Ян Хелд, Мартин ван дер Хорст, Роберт ван Эс. Главный тренер — Йоп Алберда.
  Югославия: Слободан Бошкан, Деян Брджович, Горан Вуевич, Андрия Герич, Никола Грбич, Владимир Грбич, Джордже Джюрич, Райко Йоканович, Слободан Ковач, Дьюла Мештер, Жарко Петрович, Желько Танаскович. Главный тренер — Зоран Гаич.

### Индивидуальные призы
- MVP:  Лоренцо Бернанрди
- Лучший связующий:  Паоло Тофоли
- Лучший в атаке:  Дмитрий Фомин
- Лучший на блоке:  Бас ван де Гор
- Лучший на подаче:  Любомир Ганев
- Лучший в защите:  Самуэле Папи
- Лучший на приёме:  Рон Звервер

## Сборная России
Евгений Красильников, Дмитрий Фомин, Олег Шатунов, Константин Ушаков, Руслан Олихвер, Илья Савельев, Сергей Орленко, Павел Шишкин, Евгений Митьков, Сергей Ермишин, Александр Климкин, Игорь Шулепов. Главный тренер — Виктор Радин.